# Cementiri de Vilanova de Meià
El Cementiri de Vilanova de Meià és una obra historicista de Vilanova de Meià (Noguera) inclosa a l'Inventari del Patrimoni Arquitectònic de Catalunya.

## Descripció
Cementiri de planta rectangular amb un eix principal definit per la porta amb porxo, creu de terme al centre i a la banda contrària, la capella del fossar. Aquesta és petita i senzilla, amb una porta rectangular d'arc rebaixat i un forat de ventilació que ens recorda un rossetó. La porta té una reixa de ferro i una creu escapçada de pedra a mode de remat.

## Història
A la llinda de la porta, sota la creu, hi ha gravada la data de 1892.